# Desiderio d'omicidio
Desiderio d'omicidio (赤い殺意) è un film del 1964 diretto da Shōhei Imamura. Questo film tratta molti degli interessi centrali nella carriera di Imamura, comprese le donne forti e di classe inferiore che sopravvivono nonostante il loro ambiente oppressivo e un approccio umoristico al sesso.

## Trama
Il film racconta la storia di una casalinga triste e grassoccia che vive in povertà con un marito. Dopo essere stata violentata da un ladro, viene ripetutamente avvicinata da questi che si innamora perdutamente di lei. Divisa tra il suo marito adultero e non amante e lo stupratore, lotta per trovare la felicità.